# Eberhard Lilienthal
Eberhard Lilienthal (* 19. Juni 1923 in Allenstein im Ermland; † 30. Juli 2013 in Leutersberg bei Schallstadt) war ein deutscher Architekt, Stadtplaner und kommunaler Baubeamter, der als Beigeordneter der Stadt Neuss wirkte.

## Leben
Eberhard Lilienthal kam als Sohn der Eheleute Hugo Lilienthal und Hildegard Lilienthal geb. Wichert zur Welt. Kindheit und Jugend verbrachte er in Allenstein. Nach dem Reichsarbeitsdienst (RAD), Kriegsdienst und der Kriegsgefangenschaft kam er nach Nordrhein-Westfalen und begann im Jahr 1946 das Studium der Architektur an der Technischen Hochschule Aachen. Während des Studiums war er ein Mitglied der Studentenverbindung KDStV Baltia (Danzig). Lilienthal schloss das Studium mit dem akademischen Grad eines Diplom-Ingenieurs ab. 1948 heiratet er Brigitte Lilienthal geb. Peter. 1951 kamen die Tochter Johanna und 1959 der Sohn Georg zur Welt. 
Im Jahr 1957 trat er in den Dienst der Stadt Neuss ein und wurde dort zunächst Leiter des Hochbauamts, danach zum Oberbaudirektor befördert. Anschließend leitete er 13 Jahre bis zu seiner Pensionierung im Jahr 1998 als technischer Beigeordneter das Planungsdezernat der Stadt Neuss.
Er engagierte sich über Jahre hinweg in Neuss bei der Bürgergesellschaft, im Rotary Club und war 1976/77 dessen Präsident. Er war ein langjähriges Mitglied der Deutschen Akademie für Städtebau und Landesplanung (DASL), Landesgruppe NRW, und wurde mit dem Bundesverdienstkreuz am Bande ausgezeichnet.

## Bauwerke (Auswahl)
Sakrale Bauten
- 1954: St.-Barbara-Kirche in Alsdorf-Ofden[1]
- 1960: Umbau der St.-Johannes-Evangelist-Kirche in Gürzenich[2]
- Kirchenbänke im Mittelschiff der St.-Katharina-Kirche in Kohlscheid

Profane Bauten
- Sanierungsgebiet Neumarkt im Sebastianusviertel der Neusser Innenstadt
- Landestheater in Neuss, Drususallee
- Kinderklinik am Lukaskrankenhaus in Neuss
- Museum Insel Hombroich
- Meererhof im Sebastianusviertel der Neusser Innenstadt
- Neugestaltung des Oberviertels mit der „Kulturmeile“ in Neuss
- Gebäude des Amts für Umwelt und Stadtgrün (früher Grünflächenamt) in Neuss

## Schriften (Auswahl)
- Raumplastik aus Stein und Glas neben dem historischen Obertor. Eine Aufgabe und ihre Lösung. In: Düsseldorfer Nachrichten, Ausgabe Neuss, vom 14. November 1975.
- Drei Kölner Künstlerfreunde. In memoriam Jochem Pechau. In: Neusser Jahrbuch für Kunst, Kulturgeschichte und Heimatkunde. 1991, S. 53–54.
- Ein Zeichen für Frieden und Versöhnung. Kirche St. Dorothea von Montau vor der Vollendung. In: Adalbertusforum, Heft 37 (2006), S. 48.